# Кубок Македонії з футболу 2008—2009
Кубок Македонії з футболу 2008–2009 — 17-й розіграш кубкового футбольного турніру в Македонії. Титул вдруге поспіль здобули Работнічкі.

## Календар
| Раунд       | Дата                          | Матчі | Клуби   |
| ----------- | ----------------------------- | ----- | ------- |
| 1/16 фіналу | 17 вересня 2008               | 16    | 32 → 16 |
| 1/8 фіналу  | 21-22/29 жовтня 2008          | 16    | 16 → 8  |
| 1/4 фіналу  | 26 листопада/7-10 грудня 2008 | 8     | 8 → 4   |
| 1/2 фіналу  | 8 квітня/6 травня 2009        | 4     | 4 → 2   |
| Фінал       | 24 травня 2009                | 1     | 2 → 1   |

## 1/16 фіналу
| Команда 1               | Рахунок | Команда 2               |
| ----------------------- | ------- | ----------------------- |
| 17 вересня 2008         |         |                         |
| Фортуна (3)             | 2:3     | Побєда                  |
| Охрид (2)               | +:-     | Башкімі                 |
| Брегальниця (Штип) (2)  | -:+     | Горизонт (Турново)      |
| Вардино (3)             | 0:4     | Мілано (Куманово)       |
| Караорман (3)           | -:+     | Беласиця (2)            |
| Гостивар (3)            | -:+     | Міравці (2)             |
| Тетекс (2)              | 0:1     | Македонія Гьорче Петров |
| Локомотива (Скоп'є) (2) | 0:2     | Работнічкі              |
| Нов Міленіум (2)        | 1:0     | Цементарниця 55 (2)     |
| Краварі (3)             | 0:4     | Шкендія (2)             |
| Бабуна (2)              | 0:3     | Вардар                  |
| Слога Югомагнат         | 2:4     | Ренова                  |
| 11 Октовмрі (3)         | 0:1     | Металург                |
| Влазрімі (2)            | 0:2     | Сілекс                  |
| Кожуф (2)               | 1:4     | Пелістер                |
| Дріта (2)               | 2:1     | Напредок                |

## 1/8 фіналу
| Команда 1         | Заг. | Команда 2               | 1-й матч | 2-й матч |
| ----------------- | ---- | ----------------------- | -------- | -------- |
| 21/29 жовтня 2008 |      |                         |          |          |
| Работнічкі        | 3:0  | Нов Міленіум (2)        | 1:0      | 2:0      |
| 22/29 жовтня 2008 |      |                         |          |          |
| Металург          | 0:1  | Мілано (Куманово)       | 0:1      | 0:0      |
| Вардар            | 1:3  | Ренова                  | 1:1      | 0:2      |
| Дріта (2)         | 1:5  | Міравці (2)             | 1:1      | 0:4      |
| Сілекс            | 2:0  | Беласиця (2)            | 2:0      | 0:0      |
| Пелістер          | 6:1  | Горизонт (Турново)      | 4:0      | 2:1      |
| Побєда            | 1:5  | Македонія Гьорче Петров | 1:1      | 0:4      |
| Шкендія (2)       | 5:1  | Охрид (2)               | 3:0      | 2:1      |

## 1/4 фіналу
| Команда 1                   | Заг. | Команда 2               | 1-й матч | 2-й матч |
| --------------------------- | ---- | ----------------------- | -------- | -------- |
| 26 листопада/7 грудня 2008  |      |                         |          |          |
| Міравці (2)                 | 1:5  | Македонія Гьорче Петров | 1:1      | 0:3      |
| 26 листопада/10 грудня 2008 |      |                         |          |          |
| Сілекс                      | 1:4  | Мілано (Куманово)       | 0:2      | 1:2      |
| Ренова                      | 0:1  | Работнічкі              | 0:0      | 0:1      |
| Пелістер                    | 3:4  | Шкендія (2)             | 3:1      | 0:3      |

## 1/2 фіналу
| Команда 1               | Заг. | Команда 2         | 1-й матч | 2-й матч |
| ----------------------- | ---- | ----------------- | -------- | -------- |
| 8 квітня/6 травня 2009  |      |                   |          |          |
| Македонія Гьорче Петров | 2:1  | Мілано (Куманово) | 2:0      | 0:1      |
| Работнічкі              | 3:2  | Шкендія (2)       | 3:1      | 0:1      |

## Фінал
| 24 травня 2009 17:30 (EEST) |

| Македонія Гьорче Петров | 1:1      | Работнічкі |
| ----------------------- | -------- | ---------- |
| Клечкаровський 65'      | Протокол | Пандєв 90' |

| Національна арена «Філіпп II Македонський», Скоп'є Глядачів: 2 000 Арбітр: Димитар Мечкаровський |

|                                                                                           |     | Пенальті                                                            |  |
| де Бріто · Брнярчевський · Клечкаровський · Ілієвський · Мілевський · Лена · Йовановський | 5:6 | Вандеїр · Фільйо · Трайчев · Дімовський · Перендія · Савич · Пандєв |  |